# Barabinskaja lavland
Barabinskaja lavland (russisk: Барабинская низменность, tr. Barabinskaja nizmennost også kendt som Den barabinske steppe og Barabasteppen) er en skovklædt, flad slette i Vestsibirien i Novosibirsk og Omsk oblaster i Rusland. Steppen er et vigtigt russisk landbrugsdistrikt, der har et areal på 117.000 km². Lavlandet ligger mellem floderne Irtysj og Ob. Barabinsk er den største by på steppen. Steppen er let kuperet og ligger mellem 100 og 150 moh.. Den sydlige halvdel stiger jævnt.
Kratstepper med birk veksler med mose- og græssteppevegetation. I lavningerne på steppen er der fersk- og saltvandssøer.
Steppen er et af de vigtige områder for mælkeproduktion og landbrug i Vestsibirien. Betydelige arealer af steppen er pløjet op, ligesom sumpene og moserne er drænede.

## Galleri
- Barabinskaja lavland
- Vådområde i lavningerne på steppen